# Bernd Schneider (uitvinder)
Bernardus (Bernd) Johannes Josephus Augustinus Schneider (Den Haag, 4 april 1951 – Nootdorp, 20 november 2023) was een Nederlands uitvinder en wijnhandelaar. Hij is de uitvinder van de Vacuum Wine Saver, een apparaatje waarmee je een wijnfles vacuüm kunt zuigen. Hij was tevens juryvoorzitter van het programma Het beste idee van Nederland, een programma dat mensen helpt om hun uitvindingen op de markt te brengen. Verder stond hij aan de basis van het fonds 'Sharing Success'  een organisatie die succesvolle ondernemers wil overtuigen een deel van hun winst over te maken naar het Liliane Fonds. Hij overleed op 20 november 2023 op 72-jarige leeftijd.

## Vacu Vin
In 1986 werd het bedrijf Vacu Vin B.V. opgericht voor de productie en distributie van de Vacuum Wine Saver, die al snel werd gevolgd door de introductie van andere huishoudelijke producten. De Vacuum Wine Saver wordt momenteel gebruikt in meer dan 75 landen.

## Sharing Success
In 2005 richtte Schneider de stichting Sharing Success Foundation op in samenwerking met het Liliane Fonds. Dit fonds is speciaal opgezet voor ondernemers met een gevoel voor Maatschappelijk Verantwoord Ondernemen welke kansarme kinderen een betere toekomst willen bieden.